# Wing Poon
Wing Poon (Amsterdam) is een Nederlands acteur. Hij speelde in diverse films en series, waaronder Brugklas, Luizenmoeder en Bon Bini: Bangkok Nights.

## Levensloop
Poon maakte in mei 2016 zijn acteerdebuut in de AVROTROS-serie Project Orpheus. Hierna was hij in meerdere televisieseries te zien, waaronder Van God Los en Smeris. Daarnaast was Poon te zien in meerdere korte films, waaronder Pricetag en Alfa.
In april 2019 maakte Poon zijn debuut op het grote scherm, in de bioscoopfilm Baantjer: het begin, waarin hij de rol van chef-kok vertolkte. Datzelfde jaar was hij tevens te zien in de films De liefhebbers en Penoza: The Final Chapter. In de jaren die volgde speelde hij onder meer mee in de bioscoopfilms Luizenmoeder en Bon Bini: Bangkok Nights.

## Filmografie

### Film
- 2017: Pricetag, als manager
- 2017: Alfa, als Ning
- 2018: Inburgering, als vriendje
- 2018: Tom Adelaar, als Yincoins-vertegenwoordiger
- 2019: Baantjer: het begin, als chef-kok
- 2019: De liefhebbers, als medewerker stadsbank van lening
- 2019: Penoza: The Final Chapter, als nieuwslezer
- 2021: Luizenmoeder, als Zhang
- 2022: Salaryman, als Salaryman 4
- 2022: A little less ordinary, als vader van Maye
- 2023: Gayau, als Zhi Wei Wong
- 2023: Here, als Jack
- 2023: Bon Bini: Bangkok Nights, als Chinese beveiliger

### Televisie
- 2016: Project Orpheus, als Chinese delegatie lid
- 2017: Van God los, als vader Shan
- 2018: Smeris, als Len Chau
- 2018: Sinterklaasjournaal, als vader
- 2019: Random Shit, als Chinese vader
- 2019: Flikken Rotterdam, als Chen Zhang
- 2019: Brugklas, vader van Soraya
- 2020: Barrie Barista en het einde der tijden, als bewoner
- 2020-2021: Friheden, als Mr. Zhang
- 2021: Nieuw Zeer, als verschillende personages
- 2024: Een van ons, als Gary
- 2024: Goede tijden, slechte tijden, als Roderik Snijders
- 2025: Elixer, als Young Man Flat